# Zera Yacob (filosofo)
Zera Yacob (/zɪərə j æˈ k oʊ b / ; in ge'ez ዘርዐ ያዕቆብ) (Axum, 28 agosto 1599 – 1692) è stato un filosofo etiope.
Il suo trattato del 1667, sviluppato intorno al 1630 e conosciuto nella lingua originale ge'ez come Hatata (Inchiesta), è stato paragonato al Discorso sul metodo di René Descartes (1637)
Per secoli, i testi Ge'ez erano stati scritti in Etiopia. Intorno al 1510, Abba Mikael tradusse e adattò il Libro arabo dei saggi filosofi, una raccolta di detti dei primi presocratici greci, Platone e Aristotele attraverso i dialoghi neoplatonici, influenzati anche dalla filosofia araba e dalle discussioni etiopi.
L'Inchiesta di Zera Yacob va oltre questi testi precedenti, poiché l'autore sostiene di seguire il proprio ragionamento naturale invece di credere a ciò che ci viene detto dagli altri. Il filosofo era un contemporaneo dell'attivista e santa Walatta Petros, la cui biografia fu scritta nel 1672.

## Biografia

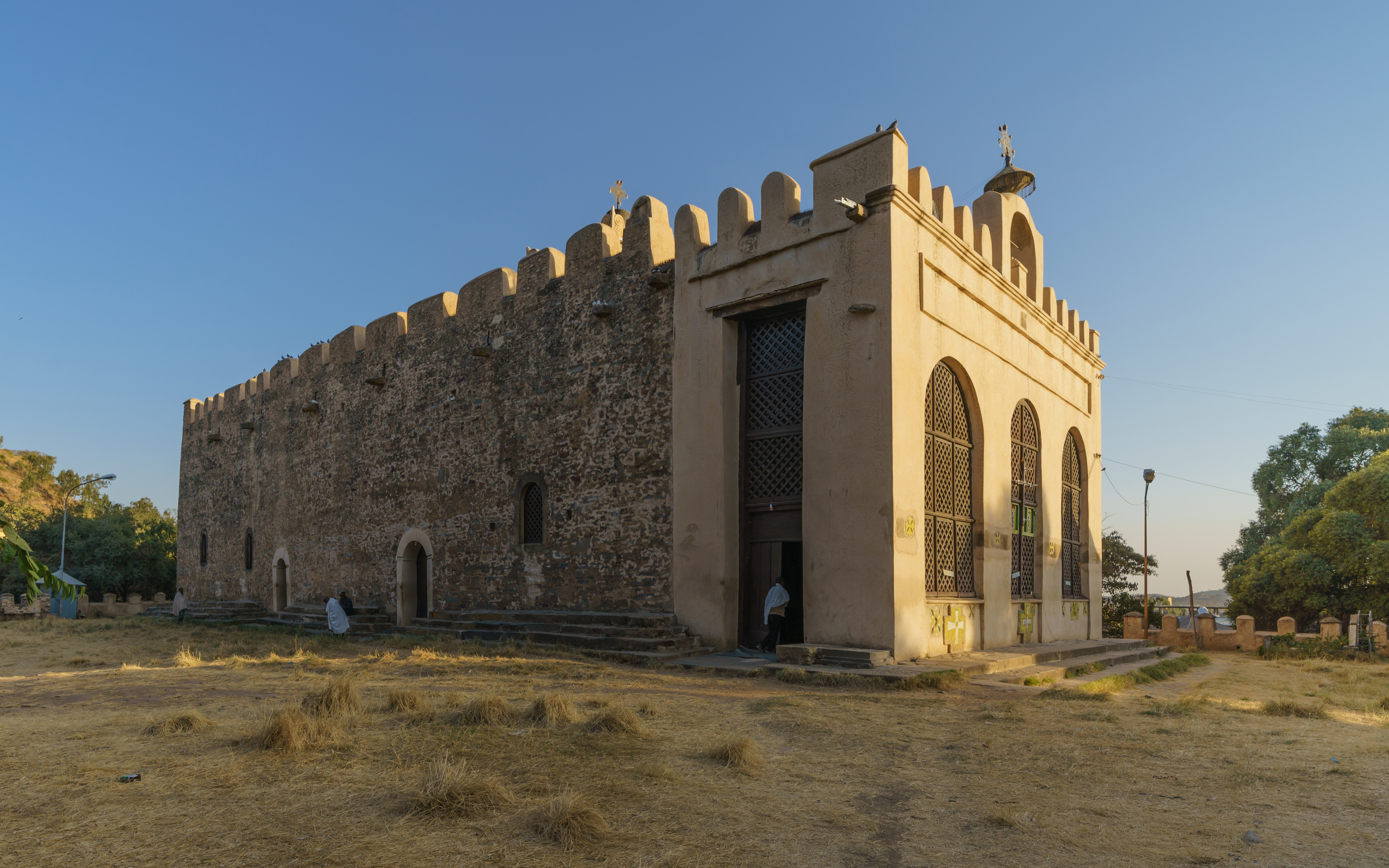
Chiesa di Nostra Signora Maria di Sion del XVII secolo

Yacob è nato in una famiglia di contadini vicino ad Axum, nel nord dell'Etiopia, l'ex capitale dell'Etiopia sotto l'antico regno di Axum. Il nome di Yacob significa "Il seme di Giacobbe" ("Zar" è la parola Ge'ez per "seme"). Sebbene suo padre fosse povero, egli sostenne gli studi di Yacob presso le scuole tradizionali, dove conobbe i Salmi di Davide e fu educato nella fede cristiana ortodossa etiope. Fu denunciato davanti all'imperatore Susenyos (r. 1607–1632), che si era convertito alla fede cattolica romana e che aveva ordinato ai suoi sudditi di seguire il suo esempio.
Avendo rifiutato abbracciare la fede cattolica, Yacob fuggì in esilio con dell'oro e una copia del Libro dei Salmi. Sulla strada per la regione dello Scioà, nel sud del Paese, trovò una grotta ai piedi del fiume Tekezé e vi visse come eremita per due anni, pregando e sviluppando la sua filosofia. Scrisse della sua esperienza: "Ho imparato di più vivendo da solo in una grotta che quando vivevo con gli studiosi. Ciò che ho scritto in questo libro è molto poco; ma nella mia grotta ho meditato su molte altre cose simili".
Dopo la morte dell'imperatore, prese il potere il figlio di Susenyos, Fasilides (r. 1632–1667), un convinto sostenitore della Chiesa ortodossa orientale etiope che espulse i gesuiti e estirpò la fede cattolica dal suo regno nel 1633. Yacob lasciò la sua grotta e si stabilì a Emfraz . Trovò un mecenate, un ricco mercante di nome Habta Egziabher (noto come Habtu), e sposò una domestica della famiglia. Yacob si rifiutò di vivere come monaco e affermò che "la legge dei cristiani che propone la superiorità della vita monastica sul matrimonio è falsa e non può venire da Dio". Tuttavia rifiutò anche la poligamia perché "la legge della creazione ordina a un uomo di sposare una donna".
Yacob divenne l'insegnante dei due figli di Habtu e, su richiesta di Walda Heywat, ovvero uno dei figli del suo mecenate, scrisse il famoso trattato del 1667 che indagava la luce della ragione. Poco si sa della vita successiva di Yacob. Tuttavia, si ritiene che abbia condotto una vita familiare soddisfacente a Emfraz e che sia rimasto lì per i successivi 25 anni. Vi morì nel 1692. L'anno della morte di Yacob è stato registrato da Walda Heywat in un'annotazione al Trattato.

## Opere filosofiche
Yacob è noto soprattutto per questa filosofia etica che circonda il principio di armonia. Ha proposto che la moralità di un'azione sia decisa dal fatto che essa migliori o degradi l'armonia generale nel mondo. Sebbene credesse in una divinità, a cui si riferiva come Dio, rifiutava qualsiasi insieme di credenze religiose particolari. Piuttosto che derivare credenze da qualsiasi religione organizzata, Yacob cercò la verità osservando il mondo naturale. Nell'opera Hatata, Yacob applica l'idea di una causa prima per produrre una prova dell'esistenza di Dio, proponendo così un argomento cosmologico nel capitolo 3 dell'Hatata : "Se dico che mio padre e mia madre mi hanno creato, allora devo cercare il creatore dei miei genitori e dei genitori dei miei genitori fino ad arrivare ai primi che non furono creati come noi, ma vennero in questo mondo in altro modo senza essere generati." La conoscibilità di Dio, però, non dipende dall'intelletto umano, ma «la nostra anima ha il potere di avere il concetto di Dio e di vederlo mentalmente. Dio non ha dato questo potere inutilmente; come ha dato il potere, così ha dato la realtà ." Egli si oppose anche alla discriminazione, precedendo di decenni John Locke, nel capitolo 6 dell'Hatata, iniziando il capitolo con: "Tutti gli uomini sono uguali al cospetto di Dio; e tutti sono intelligenti poiché sono sue creature; Egli non ha assegnato a un popolo la vita, a un altro la morte, a uno la misericordia, a un altro il giudizio. La nostra ragione ci insegna che questa sorta di discriminazione non può esistere».
Nel capitolo 5 dell'Hatata, il filosofo etiope critica la schiavitù dicendo: "Ciò che dice il Vangelo su questo argomento non può venire da Dio. Allo stesso modo, i maomettani dicevano che è giusto andare a comprare un uomo come se fosse un animale. Ma con la nostra intelligenza, comprendiamo che questa legge maomettana non può provenire dal creatore dell'uomo che ci ha resi uguali, come fratelli, tanto che chiamiamo nostro padre il nostro creatore." A quel tempo, la schiavitù era ampiamente praticata in Etiopia.

## Controversia circa l'autenticità dell'opera
La paternità dell'Hatata fu contestata da Carlo Conti Rossini nel 1920. Lo studioso italiano sostenne che fosse stata forgiata da Padre Giusto d'Urbino, uno studioso italiano che lavorò in Etiopia. Gli argomenti sono estrinsechi, basati sulla recente epoca dei manoscritti, sulla sua conoscenza della lingua e della cultura etiopica, sulle notizie sull'Islam conosciute anche da d'Urbino e sul fatto che lo studioso avesse scoperto i due manoscritti esistenti. Nel 1934, Eugen Mittwoch avanzò argomentazioni linguistiche a sostegno della natura non autentica dell'Hatata, e l'interesse degli studiosi per l'opera diminuì. Amsalu Aklilu e Ato Alemayyehu Moges hanno sostenuto l'autenticità dell'opera, sulla base dei suoi contenuti non religiosi, della struttura delle frasi e della particolarità del Ge'ez utilizzato. Claude Sumner scrisse a favore dell'autenticità dell'Inchiesta (Hatata) nel 1976 con prove statistiche che mostravano la dualità degli autori nelle loro diverse citazioni bibliche, utilizzando cinque lettere di d'Urbino ritrovate a Roma. Sumner sostenne anche che d'Urbino aveva una conoscenza del Ge'ez peggiore di quella originariamente presentata e che non condivideva le idee dell'Hatata nel momento in cui avrebbe dovuto scriverlo.